# 쇼와촌 (고치현)
쇼와촌(일본어: 昭和村)은 일본 고치현 하타군에 있던 촌이다. 현재의 시만토정에 해당한다. 

## 역사
- 1889년 4월 1일 - 정촌제 시행에 의해 12촌의 구역을 가지고 니시카미야마촌이 성립하였다.
- 1890년 9월 11일 비와 태풍에 따른 대홍수가 발생해. 논과 밭, 가옥, 가축에 막대한 피해를 입었다.
- 1928년 11월 10일 - 니시카미야마촌이 개칭해 쇼와촌이 되었다.
- 1930년 7월 31일 - 쇼와 촌사무소가 이전되었다.
- 1957년 8월 1일 - 도카와촌과 합병해 도와촌이 성립, 동일 쇼와촌은 폐지되었다.

## 교통

### 철도
현재는 구촌지역에 요도선 도사쇼와역이 소재하지만 당시엔 미개통

## 참고 문헌
- 角川日本地名大辞典編纂委員会,『角川日本地名大辞典 39 高知県』1983, 角川書店